# Torneo de Umag 2011
El Torneo de Umag es un evento de tenis que se disputa en Umag, Croacia,  se juega entre el 25 de julio y el 31 de julio de 2011.

## Campeones
- Individuales masculinos:  Alexandr Dolgopolov derrota a  Marin Čilić por 6-4, 3-6 y 6-3.[1]

- Dobles masculinos:  Simone Bolelli /  Fabio Fognini derrotan a  Marin Čilić /  Lovro Zovko por 6-3, 5-7 y 10-7.[2]